# 图像分析
图像分析（image analysis）和图像处理（image processing）关系密切，两者有一定程度的交叉，但是又有所不同。图像处理侧重于信号处理方面的研究，比如图像对比度的调节、图像编码、去噪以及各种滤波的研究。而图像分析更侧重于研究图像的内容，包括但不局限于使用图像处理的各种技术，它更倾向于对图像内容的分析、解释和识别。因而，图像分析和计算机科学领域中的模式识别、计算机视觉关系更密切一些。
图像分析一般利用数学模型并结合图像处理的技术来分析底层特征和上层结构，从而提取具有一定智能性的信息。

## 研究领域
图像分析研究的领域一般包括：
- 基于内容的图像检索（CBIR-Content Based Image Retrieval）
- 人脸识别（face recognition）
- 表情识别（emotion recognition）
- 光学字符识别（OCR-Optical Character Recognition）
- 手写体识别（handwriting recognition）
- 医学图像分析（biomedical image analysis）
- 视频对象提取（video object extraction）